# Bernhard Röck
Bernhard Röck (* 15. dubna 1996) je rakouský reprezentant ve sportovním lezení, juniorský mistr světa v lezení na obtížnost.
Trenér: Rupi Messner, lezení se věnuje také jeho starší sestra Magdalena Röck (* 1994), vítězka Rock Master.

## Výkony a ocenění
- 2011: juniorský mistr světa, vítěz EPJ
- 2014: juniorský mistr světa
- 2015: juniorský mistr světa

### Závodní výsledky
| Mistrovství Rakouska | Mistrovství Rakouska | Mistrovství Rakouska |
| Rok                  | 2012                 | 2016                 |
| -------------------- | -------------------- | -------------------- |
| Obtížnost            | 3                    | 3                    |

| Mistrovství světa juniorů | Mistrovství světa juniorů | Mistrovství světa juniorů | Mistrovství světa juniorů | Mistrovství světa juniorů | Mistrovství světa juniorů | Mistrovství světa juniorů |
| Rok                       | 2010 kat. B               | 2011 kat. B               | 2012 kat. A               | 2013 kat. A               | 2014 juniorky             | 2015 juniorky             |
| ------------------------- | ------------------------- | ------------------------- | ------------------------- | ------------------------- | ------------------------- | ------------------------- |
| Obtížnost                 | 8                         | 1                         | 22                        | 3                         | 1                         | 1                         |

| Mistrovství Evropy juniorů | Mistrovství Evropy juniorů |
| Rok                        | 2013 kat. A                |
| -------------------------- | -------------------------- |
| Obtížnost                  | 3                          |

| Evropský pohár juniorů | Evropský pohár juniorů | Evropský pohár juniorů | Evropský pohár juniorů |
| Rok                    | 2011 kat. B            | 2012 kat. A            | 2015 junioři           |
| ---------------------- | ---------------------- | ---------------------- | ---------------------- |
| Obtížnost              | 1                      | 2                      | 2                      |